# لینگزبورگ (میشیگان)
لینگزبورگ، میشیگان (به انگلیسی: Laingsburg, Michigan) یک شهر در ایالات متحده آمریکا با جمعیت ۱٬۲۸۳ نفر است که در میشیگان واقع شده‌است.

## موقعیت جغرافیایی
موقعیت جغرافیایی شهرها و مناطق اطراف به شرح زیر است: